# Holmens Kirke

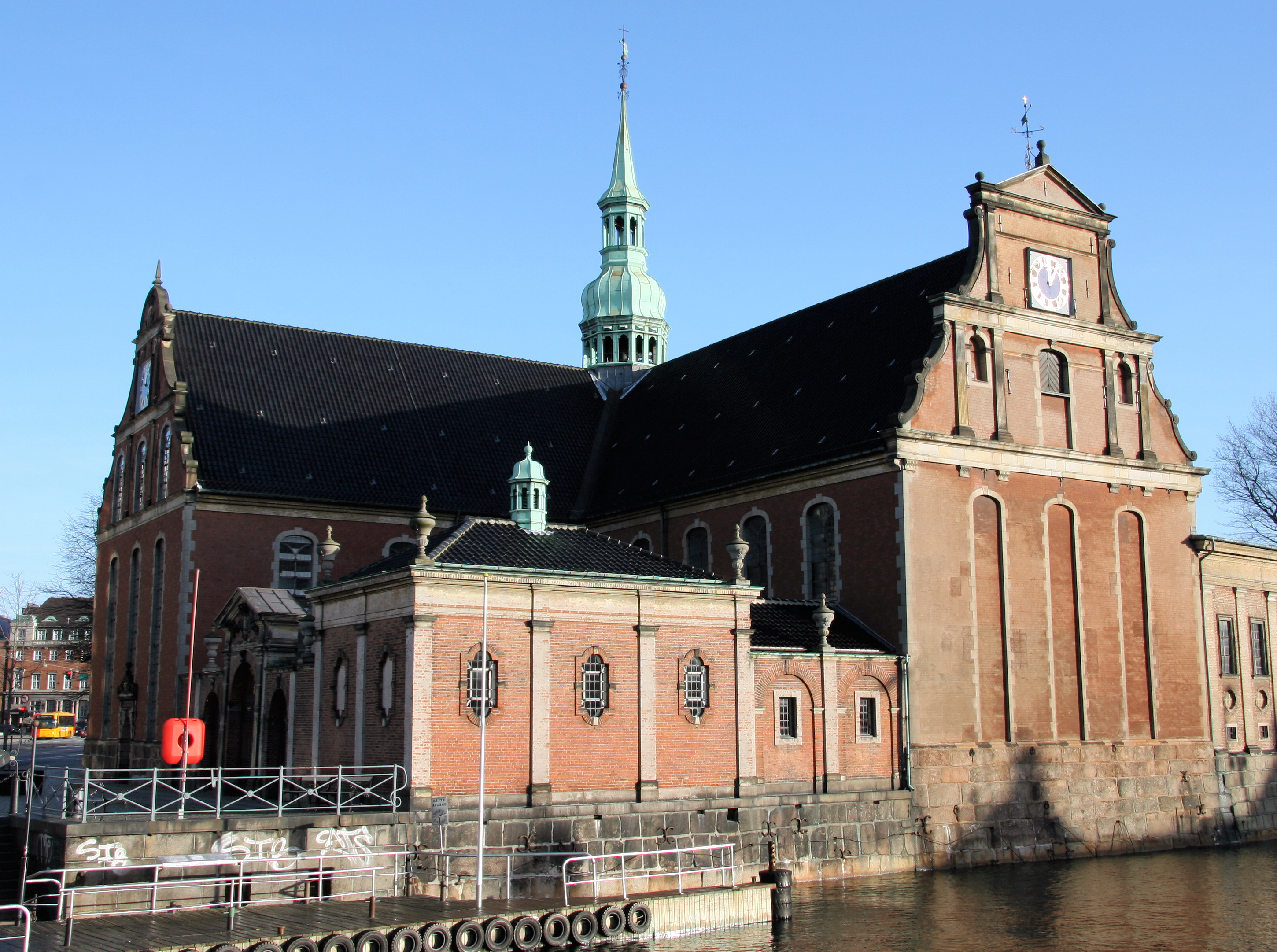
Holmens Kirke i Köpenhamn

Holmens Kirke är en kyrka i centrala (Indre By) Köpenhamn vid Holmens kanal, som, namnet till trots, är en gata. Kyrkan är församlingskyrka för både Bremerholm/Gammelholm, Slotsholmen och för handelsflottan och marinen och tillhör Köpenhamns stift. 
Byggnaden var från början en ankarsmedja, men byggdes om till kyrka 1619, under Kristian IV. Byggandet av sjömansbostäder i området gjorde att den ökande befolkningen i området hade behov av en kyrka. 1641 utvidgades kyrkan till den korskyrka vi ser idag. 
Av kyrkans inventarier bör särskilt nämnas altartavlan och predikstolen som båda är träsnideriarbeten utförda 1691 av Abel Schrøder d.y. och orgelfasaden från 1738 av Lambert Daniel Kastens. 
1705 fogades ett gravkapell till kyrkan, som ännu har många bevarade minnesmärken i form av epitafier, sarkofager, gravstenar och kistplattor. De mest kända är de över Niels Juel, Tordenskiold och C.F. Hansen.
Den blivande drottning Margarethe II döptes i Holmens Kirke 1940 och vigdes där med prins Henrik 1967.